# Sankaty Head Light
Sankaty Head Light ist ein historischer Leuchtturm auf Nantucket im Bundesstaat Massachusetts der Vereinigten Staaten. Er befindet sich rund 1,5 km nördlich von Siasconset bzw. 9 mi (14,5 km) vom Great Point Light entfernt und wird von der Küstenwache der Vereinigten Staaten verwaltet. Das Gebäude wurde 1987 im Rahmen der Multiple Property Submission Lighthouses of Massachusetts MPS in das National Register of Historic Places aufgenommen.

## Geschichte
Bereits in den 1780er Jahren wurden auf Nantucket mit dem Brant Point Light und dem Great Point Light zwei Leuchttürme an Gefahrenpunkten errichtet, sodass die Walfangschiffe sicher die Häfen anlaufen und verlassen konnten. Die Ost- und Südküste der Insel jedoch mussten trotz bekannter Untiefen und immer stärker zunehmendem Schiffsverkehr bis weit in das 19. Jahrhundert hinein ohne Leuchttürme auskommen.
Nachdem bei Untersuchungen im Jahr 1847 neue, bisher unbekannte Untiefen entdeckt worden waren, bewilligte der Kongress der Vereinigten Staaten am 14. August 1848 Finanzmittel in Höhe von 12.000 US-Dollar (heute ca. 430.000 Dollar) für den Bau eines Leuchtturms auf den namensgebenden Felsen Sankaty Head. Für die erforderlichen Nebengebäude wurden zusätzlich 10 Acres (4 ha) Land für 250 Dollar (heute ca. 8.900 Dollar) von George Myrick erworben. 1849 errichtete das Unternehmen Cabet King den heute noch aktiven Leuchtturm zu Baukosten von 10.333 Dollar (heute ca. 380.000 Dollar). Das Lampenhaus selbst ist 9 ft (2,7 m) hoch und besteht aus Gusseisen. Für den Kauf und die Installation einer in Paris angefertigten Fresnel-Linse 2. Ordnung bewilligte der Kongress weitere Mittel von zunächst 6000 Dollar (heute ca. 210.000 Dollar) im Jahr 1848 und im Jahr 1850 noch einmal 2000 Dollar (heute ca. 70.000 Dollar). Das Sankaty Head Light war damit der erste Leuchtturm in Massachusetts, der über eine Fresnel-Linse verfügte. Zugleich war er der erste Leuchtturm der Vereinigten Staaten, der bereits bei seiner erstmaligen Inbetriebnahme am 1. Februar 1850 mit einer solchen Optik ausgestattet war.
Mit der Umwandlung der Insel vom Walfangzentrum zu einer Erholungs- und Urlaubsinsel wurde der Leuchtturm zu einer populären Attraktion für Besucher. 1888 wurden die Nebengebäude zu Kosten von 6700 Dollar (heute ca. 200.000 Dollar) abgerissen und neu errichtet. Im selben Jahr wurde auch der obere Teil des Turms erneuert, was seine Höhe um 10 ft (3 m) auf nunmehr 70 ft (21,3 m) anwachsen ließ. 1950 wurde die Fresnel-Linse durch eine modernere Optik ersetzt und kann heute im Nantucket Whaling Museum besichtigt werden. 1965 wurde der Leuchtturm vollständig automatisiert.
1990 gab das United States Army Corps of Engineers bekannt, dass der Leuchtturm aufgrund von Bodenerosion wahrscheinlich innerhalb der nächsten zehn Jahre die Klippen hinunterstürzen würde. Die Kosten zum Versetzen des Turms wurden auf 840.000 Dollar (heute ca. 1.740.000 Dollar) geschätzt. Daraufhin gründeten Inselbewohner die gemeinnützige Organisation Save Our Sankaty (SOS), um Spendengelder für die Umsetzung des Turms zu sammeln. Zugleich wurden technische Maßnahmen ergriffen, um die Erosion zu verzögern. Nachdem die Nebengebäude bereits lange zuvor versetzt worden waren, erwarb der ’Sconset Trust im Jahr 2007 den Leuchtturm von der Nantucket Historical Association und ließ ihn im November desselben Jahres an seinen heutigen Standort versetzen. Er befindet sich nun am fünften Loch des Sankaty Head Golf Course, etwa 390 ft (118,9 m) nordwestlich seiner alten Position und 250 ft (76,2 m) von den Klippen entfernt.
Am 15. Oktober 1987 wurde der Leuchtturm gemeinsam mit einem 10 Acres (4 ha) umfassenden Grundstück unter der Nummer 87002028 in das National Register of Historic Places eingetragen.

## Architektur und Technik
Der 70 ft (21,3 m) hohe Turm ruht auf einem 5 ft (1,5 m) in die Tiefe reichenden Fundament und besteht im unteren Teil aus Ziegelsteinen, während die oberen 6 ft (1,8 m) aus Granit errichtet wurden. Er sendet alle 7,5 Sekunden einen weißen Lichtblitz aus, der eine Reichweite von 24 sm (44,4 km) besitzt.